# Bryce Deadmon
Bryce Deadmon, född 26 mars 1997 i Missouri City, är en amerikansk friidrottare som tävlar i kortdistanslöpning.

## Karriär
Vid OS 2020 tog Deadmon brons i den mixade långa stafetten och guld i herrarnas långa stafett. Han ingick även det i amerikanska laget som tog guld på 4 x 400 meter vid världsmästerskapen i friidrott 2022. Vid OS 2024 tog Deadmon guld på 4 x 400 meter. Han tog även silver i den mixade stafetten 4 x 400 där det amerikanska laget satte nytt världsrekord i försöken och som i finalen placerade sig tvåa efter Nederländerna.